# Staffan Mörling

Staffan Mörling (t.h.) tar emot kung Juan Carlos och general Gutiérrez Mellado i Museo Navals språklaboratorium i Madrid.

Lars Fredrik Staffan Mörling, född 31 december 1936, död 14 maj 2020 i Sunne distrikt, var en svensk etnolog och författare. Han har främst skrivit fackböcker om båthistoria.

## Produktion
Boken Las embarcaciones tradicionales de Galicia (1989) beskriver de gamla båttyperna längs Galiciens kust från Portugal till Asturien. I Las embarcaciones tradicionales de Galicia kombinerar Mörling etnologi med nordspanskt material, något som resulterade i talrika uppteckningar, ritningar och en utbredningskarta. 
I sin analys urskiljer Staffan Mörling de båttyper som, seglande eller rodda, uppträtt sent och införts genom en kapitalistisk ekonomi. Denna linje utvecklade Mörling vidare i Embarcaciones tradicionales där han tillämpade ekonomiska, sociologiska och identitetsbyggande faktorer. Dessa element fick i Lanchas and Dornas (2005) belysa orsakerna till att båttyperna la dorna och la lancha de relinga bibehållit mycket ålderdomlig karaktär.